# 신시내티
신시내티(영어: Cincinnati)는 미국 오하이오주 남서부에 있는 도시이다. 오하이오 강을 사이에 두고 켄터키주와 다리로 연결되어 있다. 미술과 음악의 중심이며, 문화적·교육적 시설이 많다. 의복·가구·가죽제품 등을 산출한다. 교통의 요충지이기도 하다.
신시내티는 해밀턴군(郡)의 군청 소재지이며, 인디애나주 접경에서 동쪽으로 약 24 km 떨어진 도시이다.

## 주민
| 인구조사                                                     | 인구    | Note  | %±     |
| ------------------------------------------------------------ | ------- | ----- | ------ |
| 1800년                                                       | 850     |       | —      |
| 1810년                                                       | 2,540   |       | 198.8% |
| 1820년                                                       | 9,642   |       | 279.6% |
| 1830년                                                       | 24,831  |       | 157.5% |
| 1840년                                                       | 46,338  |       | 86.6%  |
| 1850년                                                       | 115,435 |       | 149.1% |
| 1860년                                                       | 161,044 |       | 39.5%  |
| 1870년                                                       | 216,239 |       | 34.3%  |
| 1880년                                                       | 255,139 |       | 18.0%  |
| 1890년                                                       | 296,908 |       | 16.4%  |
| 1900년                                                       | 325,902 |       | 9.8%   |
| 1910년                                                       | 363,591 |       | 11.6%  |
| 1920년                                                       | 401,247 |       | 10.4%  |
| 1930년                                                       | 451,160 |       | 12.4%  |
| 1940년                                                       | 455,610 |       | 1.0%   |
| 1950년                                                       | 503,998 |       | 10.6%  |
| 1960년                                                       | 502,550 |       | −0.3%  |
| 1970년                                                       | 452,525 |       | −10.0% |
| 1980년                                                       | 385,460 |       | −14.8% |
| 1990년                                                       | 364,040 |       | −5.6%  |
| 2000년                                                       | 331,285 |       | −9.0%  |
| 2010년                                                       | 296,945 |       | −10.4% |
| 2019 (추산)                                                  | 303,940 | [ 2 ] | 2.4%   |
| Population 1810–1970. Population 1980–2000. Population 2010. |         |       |        |

인구수는 2001년을 기준으로 33만 2,500명이며 인접 켄터키주 접경 지역과 가장 가까운 도시이다. 아프리카계 미국인들이 인구의 43%를 차지하고, 독일계 주민들은 15%이다. 나머지는 영국, 아일랜드, 이탈리아 계통의 주민들이 대부분이다. 흑인들과 애팔래치아산맥에서 온 백인들 사이에 빈곤 문제가 생기고 있다.
2010년에는 인구가 296,943명으로 조사되었다.

## 경제
신시내티에는 큰 기업들의 본사들이 자리잡고 있으며, 세계 제1의 비누 생산지로 알려졌다. 또한 자동차 부품, 화학, 철강 등의 공업도 발달하였다. 신시내티는 중북부의 주들과 남부를 잇는 교통의 중심지이다.

## 문화
신시내티 미술 박물관과 19세기 중반에 노예 탈출을 도운 국립지하철도 자유센터 등의 박물관들이 자리잡고 있다. 스포츠 팀으로는 미국 최초로 창단된 메이저 리그 베이스볼 팀인 신시내티 레즈와 NFL 미식축구 팀 신시내티 벵골즈 등이 있다.

## 역사
원래 신시내티 지역에는 마이애미 인디언들이 살고 있었으며, 정착자들이 1788년에 도착하여 로잔터빌(Losantiville)이란 마을을 설립하였다. 1790년 노스웨스트 준주의 총독 아서 세인트클레어 장군이 정착지의 이름을 신시내티로 고쳤다.
1700년대 후기에 많은 정착자들이 마을에 와서 새로운 비지니스를 열거나 둘러싸여 있는 지역에 농장을 세웠다. 1802년에 도시로 형성되었고, 1810년에는 2,500명 이상의 사람들이 살고 있었다.
1800년대 초반에는 강 무역의 결과로 도시가 번영하기 시작하였다. 1811년 오하이오 강 유역에서 기선 업무가 시작되어, 물건들을 빠르고 비용이 덜 들게 운송하도록 허락되었다. 신시내티는 곧 중요한 강의 항구가 되었고, 1819년에 도시 헌장을 받았다. 1827년 근로자들은 이리 호 운하의 첫 부분을 완공하였다. 신시내티와 오하이오 북부를 잇는 이 운하는 지방적 무역을 크게 늘였다. 1830년에는 도시 인구가 25,000명 가까이 도달하였다.
1830년대와 1840년대에는 수천명의 독일인 이민들이 신시내티에 정착하였고, 도시의 문화와 경제적 발전에 큰 공헌을 하였다. 1840년대에는 아일랜드 이민들도 연달아 들어왔다. 그 시기에는 가축 도살업의 중심지로 번창하였다.
1800년대 중기에 노예들을 북부로 탈출시키는 데 도움이 되었던 지하 철도의 중요한 거점이 되었다. 스토 부인이 신시내티에 머물면서, 《톰 아저씨의 오두막》을 펴내 명성을 얻었다. 남북 전쟁 중에는 신시내티와 남부 간의 교역이 끝나고 말았다. 그러나 어떤 상인들은 무기 공장을 열고, 무기를 만들어 정부에 팔면서 이득을 얻기도 하였다.
전쟁이 끝나자, 신시내티에서 남서부로 향하는 교역이 뻗어갔고 도시의 수상 교통이 늘어났다. 미술관, 분수 광장, 뮤직홀이 세워졌고, 1860년대에는 20개 이상의 이웃들을 합병하였다. 1870년에는 도시의 인구가 약 216,000명으로 도달하였다.
1870년대에는 신시내티의 지위가 중요한 상업의 중심지로서 쇠퇴하고 말았다. 철도가 더 많은 화물들을 시카고와 다른 도시로 싣고 가자, 도시의 강 무역의 지위가 떨어졌다. 1880년 신시내티는 도시 정부가 지은 신시내티 사우던 레일웨이(Cincinnati Southern Railway)가 채터누가(Chattanooga)에 도달하자, 도시의 남부 시장을 회복하였다.
1800년대 후기에는 제조업이 도시의 중요한 산업들 중의 하나가 되었다. 프록터 앤드 갬블과 다른 비누 회사들의 번창과 함께, 도시의 인구가 1900년 325,000명 이상으로 도달하였다.
1900년대 초기에는 많은 부유층 시민들이 분지에서 둘러있는 언덕 쪽으로 옮겨갔다. 강변 지대는 공장, 철도, 해운 시설들의 대지가 되었고, 강 근처의 주택들은 빈민가를 이루고 말았다. 제2차 세계대전은 도시를 무기 공업의 중심지로 변화시켰다. 다수의 변두리 사람들이 공장 직업을 구하러 도시로 몰려들었다. 수많은 이 근로자들은 전쟁 후에도 도시에 남아있었고, 정부는 그들의 위한 집세가 싼 아파트들을 짓기 시작하였다. 정부는 강변 지대의 부분을 재건하기도 하였다.
1900년대 후기에 신시내티는 인구가 외곽들로 빠져나가는 경험을 하였으나, 그 이웃들은 살만하게 남아있고 다운타운은 계속 번창하였다. 다운타운에는 새로운 관청, 백화점과 작은 가게, 호텔들이 건설되었다.
1996년 해밀턴 군의 투표인들이 2개의 스포츠 시설의 기금을 위한 새 판매 세금 제도를 찬성하였다. 2000년 새 미식축구 경기장의 건설이 완공되었고, 2003년에 강변 지대 근처에 새 야구장을 열었다. 그 동안 도시의 교육과 서비스업이 기금에 계속 애를 썼다.
2001년 신시내티의 가난한 흑인 이웃들이 폭동을 일으켰다. 더 나빠진 경찰과의 관계는 소란의 원인을 가져왔다. 그러나, 폭동은 미래를 위한 도시의 강력한 도전으로서 빈부간 격차가 성장하는 데 강조하였다.

## 기후
| 신시내티 (노던켄터키 국제공항)의 기후                                                          | 신시내티 (노던켄터키 국제공항)의 기후 | 신시내티 (노던켄터키 국제공항)의 기후 | 신시내티 (노던켄터키 국제공항)의 기후 | 신시내티 (노던켄터키 국제공항)의 기후 | 신시내티 (노던켄터키 국제공항)의 기후 | 신시내티 (노던켄터키 국제공항)의 기후 | 신시내티 (노던켄터키 국제공항)의 기후 | 신시내티 (노던켄터키 국제공항)의 기후 | 신시내티 (노던켄터키 국제공항)의 기후 | 신시내티 (노던켄터키 국제공항)의 기후 | 신시내티 (노던켄터키 국제공항)의 기후 | 신시내티 (노던켄터키 국제공항)의 기후 | 신시내티 (노던켄터키 국제공항)의 기후 |
| 월                                                                                             | 1월                                   | 2월                                   | 3월                                   | 4월                                   | 5월                                   | 6월                                   | 7월                                   | 8월                                   | 9월                                   | 10월                                  | 11월                                  | 12월                                  | 연간                                  |
| ---------------------------------------------------------------------------------------------- | ------------------------------------- | ------------------------------------- | ------------------------------------- | ------------------------------------- | ------------------------------------- | ------------------------------------- | ------------------------------------- | ------------------------------------- | ------------------------------------- | ------------------------------------- | ------------------------------------- | ------------------------------------- | ------------------------------------- |
| 역대 최고 기온 °C (°F)                                                                         | 25 (77)                               | 26 (79)                               | 31 (88)                               | 32 (90)                               | 35 (95)                               | 39 (102)                              | 42 (108)                              | 39 (103)                              | 39 (102)                              | 35 (95)                               | 28 (82)                               | 24 (75)                               | 42 (108)                              |
| 일평균 최고 기온 °C (°F)                                                                       | 4.2 (39.6)                            | 6.5 (43.7)                            | 11.9 (53.5)                           | 18.6 (65.5)                           | 23.6 (74.5)                           | 28.1 (82.6)                           | 30.0 (86.0)                           | 29.6 (85.2)                           | 26.1 (78.9)                           | 19.3 (66.7)                           | 12.1 (53.8)                           | 6.3 (43.3)                            | 18.0 (64.4)                           |
| 일일 평균 기온 °C (°F)                                                                         | −0.3 (31.4)                           | 1.5 (34.7)                            | 6.4 (43.6)                            | 12.6 (54.6)                           | 17.8 (64.1)                           | 22.4 (72.3)                           | 24.4 (75.9)                           | 23.8 (74.9)                           | 20.1 (68.1)                           | 13.4 (56.2)                           | 6.9 (44.4)                            | 2.0 (35.6)                            | 12.6 (54.7)                           |
| 일평균 최저 기온 °C (°F)                                                                       | −4.9 (23.1)                           | −3.4 (25.8)                           | 1.0 (33.8)                            | 6.5 (43.7)                            | 12.1 (53.7)                           | 16.7 (62.1)                           | 18.8 (65.9)                           | 18.1 (64.6)                           | 14.1 (57.3)                           | 7.6 (45.7)                            | 1.7 (35.1)                            | −2.3 (27.9)                           | 7.2 (44.9)                            |
| 역대 최저 기온 °C (°F)                                                                         | −32 (−25)                             | −27 (−17)                             | −24 (−11)                             | −9 (15)                               | −3 (27)                               | 4 (39)                                | 8 (47)                                | 6 (43)                                | −1 (31)                               | −9 (16)                               | −18 (0)                               | −29 (−20)                             | −32 (−25)                             |
| 평균 강수량 mm (인치)                                                                          | 84 (3.30)                             | 81 (3.17)                             | 106 (4.16)                            | 115 (4.53)                            | 119 (4.67)                            | 121 (4.75)                            | 97 (3.83)                             | 87 (3.43)                             | 79 (3.11)                             | 85 (3.35)                             | 82 (3.23)                             | 95 (3.73)                             | 1,150 (45.26)                         |
| 평균 강설량 cm (인치)                                                                          | 20 (7.7)                              | 17 (6.7)                              | 8.6 (3.4)                             | 1.0 (0.4)                             | 0.0 (0.0)                             | 0.0 (0.0)                             | 0.0 (0.0)                             | 0.0 (0.0)                             | 0.0 (0.0)                             | 0.51 (0.2)                            | 2.0 (0.8)                             | 10 (4.1)                              | 59 (23.3)                             |
| 평균 강수일수 (≥ 0.01 인치)                                                                    | 13.2                                  | 12.0                                  | 12.5                                  | 13.1                                  | 13.5                                  | 11.8                                  | 11.0                                  | 8.9                                   | 8.3                                   | 8.7                                   | 10.3                                  | 12.4                                  | 135.7                                 |
| 평균 강설일수 (≥ 0.1 인치)                                                                     | 6.7                                   | 5.9                                   | 2.7                                   | 0.6                                   | 0.0                                   | 0.0                                   | 0.0                                   | 0.0                                   | 0.0                                   | 0.1                                   | 1.1                                   | 4.6                                   | 21.7                                  |
| 평균 상대 습도 (%)                                                                             | 72.2                                  | 70.1                                  | 67.0                                  | 62.8                                  | 66.9                                  | 69.2                                  | 71.5                                  | 72.3                                  | 72.7                                  | 69.2                                  | 71.0                                  | 73.8                                  | 69.9                                  |
| 평균 월간 일조시간                                                                             | 120.8                                 | 128.4                                 | 170.1                                 | 211.0                                 | 249.9                                 | 275.5                                 | 277.0                                 | 261.5                                 | 234.4                                 | 188.8                                 | 118.7                                 | 99.3                                  | 2,335.4                               |
| 가능 일조율                                                                                    | 40                                    | 43                                    | 46                                    | 53                                    | 56                                    | 62                                    | 61                                    | 62                                    | 63                                    | 55                                    | 39                                    | 34                                    | 52                                    |
| 출처: 미국 해양대기청 (평년값: 1991년~2020년, 극값: 1871년~현재, 상대습도/일조: 1961년~1990년) |                                       |                                       |                                       |                                       |                                       |                                       |                                       |                                       |                                       |                                       |                                       |                                       |                                       |

## 자매 도시
- 독일 뮌헨
- 우크라이나 하르키우
- 중국 류저우시
- 일본 기후시
- 프랑스 낭시
- 대한민국 안성시
- 중화민국 신베이시
- 요르단 암만